# 중앙 아틀라스 타마지그트어

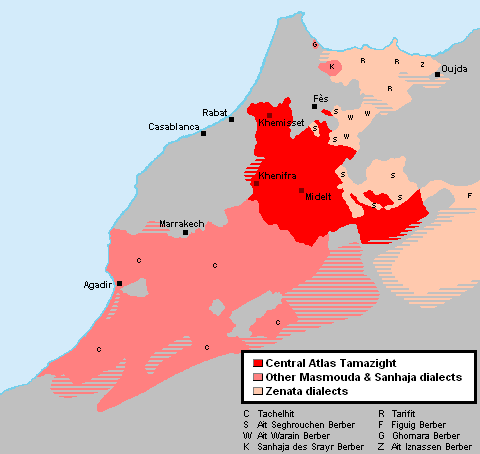
모로코의 베르베르어 분포. 짙은 붉은색이 중앙 아틀라스 타마지그트어

중앙 아틀라스 타마지그트어(Central Atlas Tamazight) 또는 간단히 타마지그트어(ⵜⴰⵎⴰⵣⵉⵖⵜ, Tamaziɣt)는 모로코의 중앙 아틀라스 지역에서 사용되는 베르베르어의 일종이다. 2010년 기준 약 310명의 모어 화자가 있으며, 카바일어, 타셸히트어, 타리피트어, 샤위야어, 투아레그어와 함께 베르베르 언어 중에서 가장 화자 수가 많은 언어 중 하나이다. 이 5개 언어는 모두 "타마지그트"라는 별칭이 있으나 "타마지그트"라는 이름만 쓰이는 것은 이 중앙 아틀라스 타마지그트어 뿐이다.
인접한 타셸히트어와 달리 20세기까지 글로 쓰는 전통이 거의 없었으나 오늘날 모로코의 표준 학교에서 티피나그로 표기하는 교육이 이루어지고 있다. 21세기부터 모로코 국내의 베르베르 언어를 통틀어 표준화하기 위해 제정, 도입된 표준 모로코 베르베르어의 한 기반이 되고 있다.

## 같이 보기
- 베르베르어파
- 표준 모로코 베르베르어